# Departamento Graneros
Das Departamento Graneros liegt im Südosten der Provinz Tucumán im Nordwesten Argentiniens und ist eine von 17 Verwaltungseinheiten der Provinz. 
Es grenzt im Norden an das Departamento Simoca, im Westen an die Departamentos La Cocha und Juan Bautista Alberdi, im Süden an die Provinz Catamarca und im Osten an die Provinz Santiago del Estero. 
Die Hauptstadt des Departamento ist die gleichnamige Ort Graneros.
Koordinaten: 27° 42′ S, 65° 18′ W